# Дальнє (Гвардійський міський округ)
Дальнє (рос. Дальнее) — селище Гвардійського міського округу, Калінінградської області Росії. Входить до складу Зоринського сільського поселення.
Населення — 130 осіб (2015 рік).

## Населення
| 2002 | 2010 |
| ---- | ---- |
| 215  | ↘130 |